# Tizenkilencpettyes katica
A tizenkilencpettyes katica (Anisosticta novemdecimpunctata) a katicabogárfélék családjába tartozó, Eurázsiában honos, levéltetvekkel táplálkozó bogárfaj.

## Megjelenése
A tizenkilencpettyes katica testhossza 3-5 mm. Alakja megnyúlt ovális, felső felszíne csupasz. A frissen kikelt bogarak alapszíne élénk sárga, narancssárga, vörösnarancs; később sárgásbarnára fakulnak. A szárnyfedők pöttyeinek kiterjedése változó lehet, néha egybeolvadhatnak, így a bogár jóval sötétebbnek látszik. Teljesen fekete változata nincs. Feje sárga, a szemek között és mögött fekete; felszíne finoman pontozott. A csápok majdnem fejszélességnyi hosszúak, végükön három ízből álló bunkóval. Az előtor a középvonalnál a legszélesebb, oldalai ívesek, felülete egyenletesen, erősen pontozott. Hat fekete pötty díszíti, amelyek egymásba olvadhatnak. A valamivel erősebben pontozott felszínű szárnyfedőkön nyolc-nyolc fekete pöttyöt találunk és még egyet a pajzsocskánál (scutellum) amelyen a két szárnyfedő osztozik. Hasi oldala alapvetően fekete, a tor és a szárnyfedők, valamint a potrohszelvények széle sárga. Alul finoman pelyhes. Lábai halványbarnák, csak a karmai sötétek. 
Lárvája barnás, feje a torszelvények kétoldalán lévő foltok és a potrohszelvények gumói sötétek. 

### Hasonló fajok
A huszonkétpettyes katicával lehet összetéveszteni. 

## Elterjedése
Eurázsiában honos a Brit-szigetektől Közép-Ázsiáig. Északon Skandináviáig hatol. Európa-szerte elterjedt és gyakori faj.

## Életmódja
Vizes élőhelyek: tó- és folyópartok, árterek, mocsarak, nádasok lakója. A kifejlett katicák márciustól nyár végéig aktívak. A telet a nád vagy a gyékény száraz szárába bújva, vagy a lehullott levelek alatt vészelik át. A tavasz első meleg napjain előbújnak, gyakran látni virágokon, főleg ernyősökön. Az áttelelt példányok tavasszal ismét élénk színekben pompáznak. Mind az imágó, mind a lárva levéltetvekkel és más kis rovarokkal táplálkozik. A lárvák június-júliusban a levelekre, növényszárakra kapaszkodva bebábozódnak.

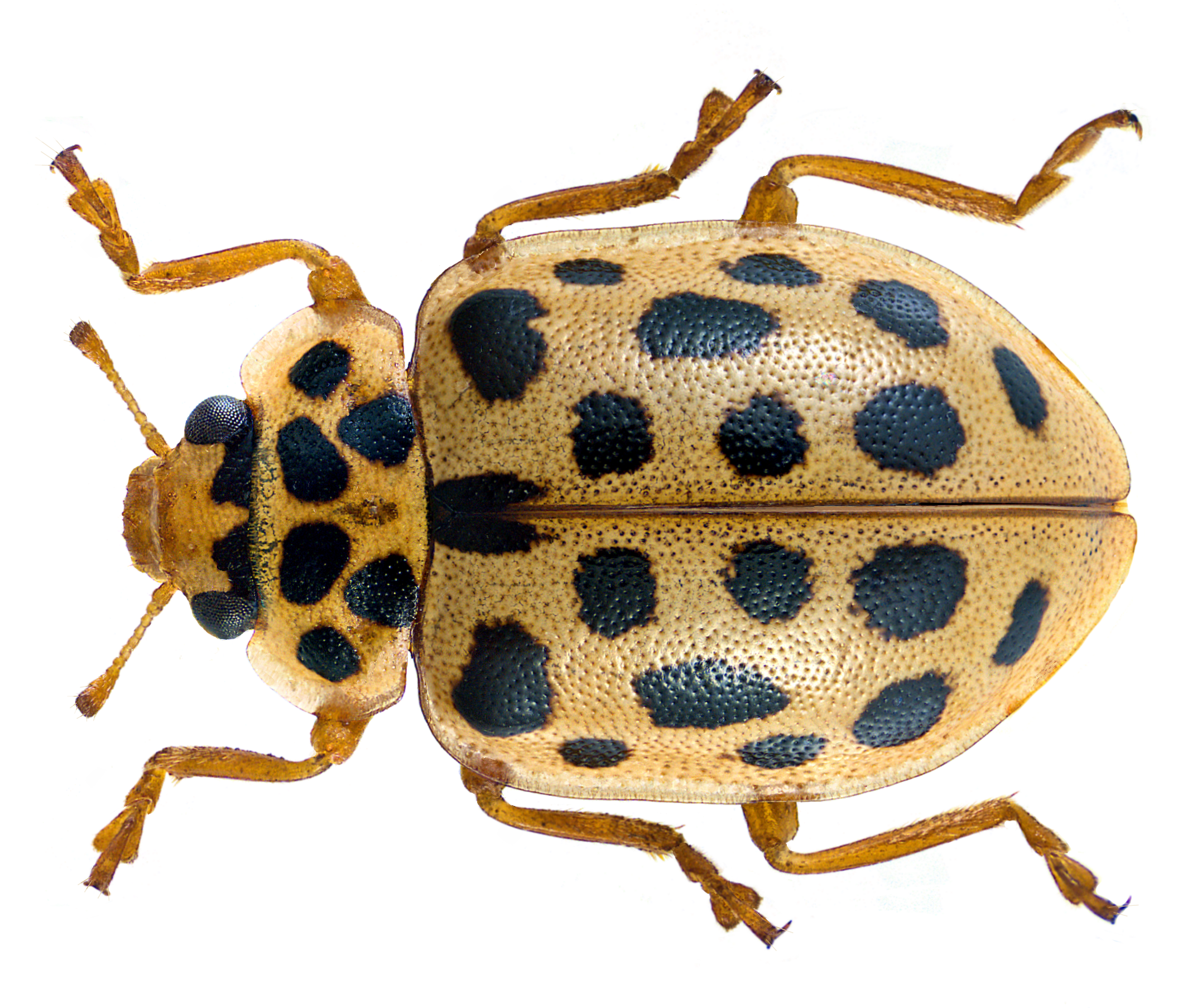
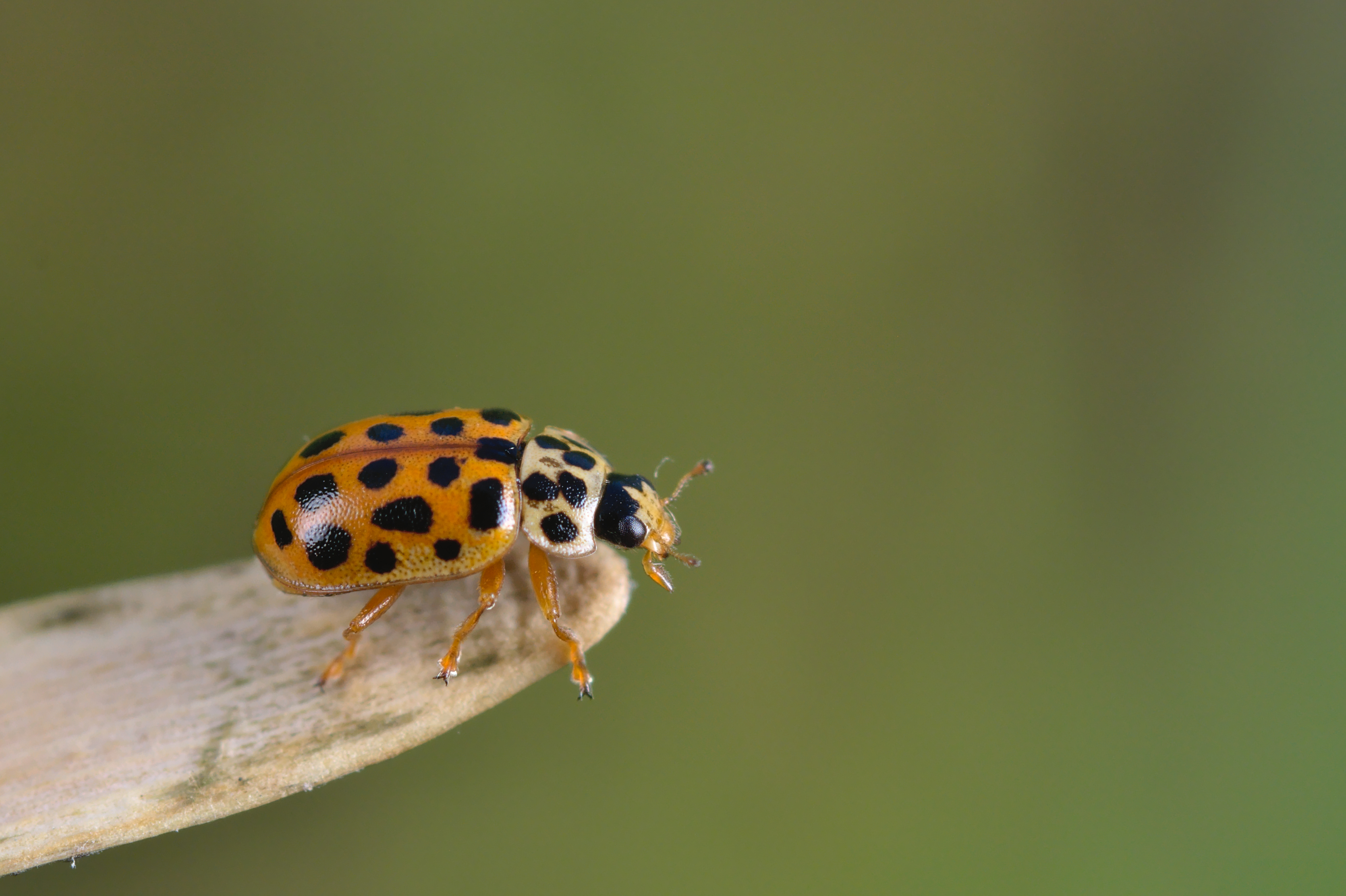
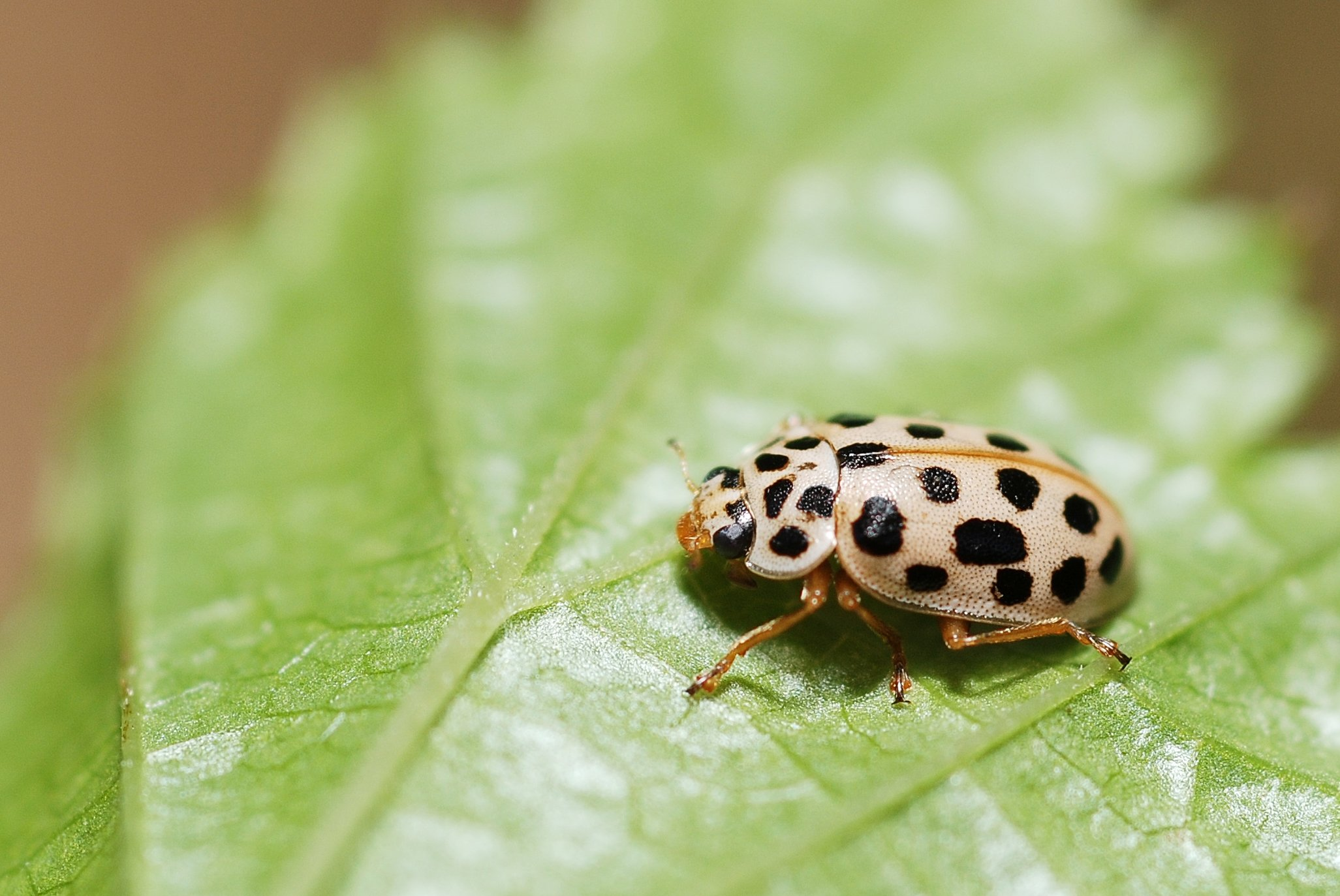
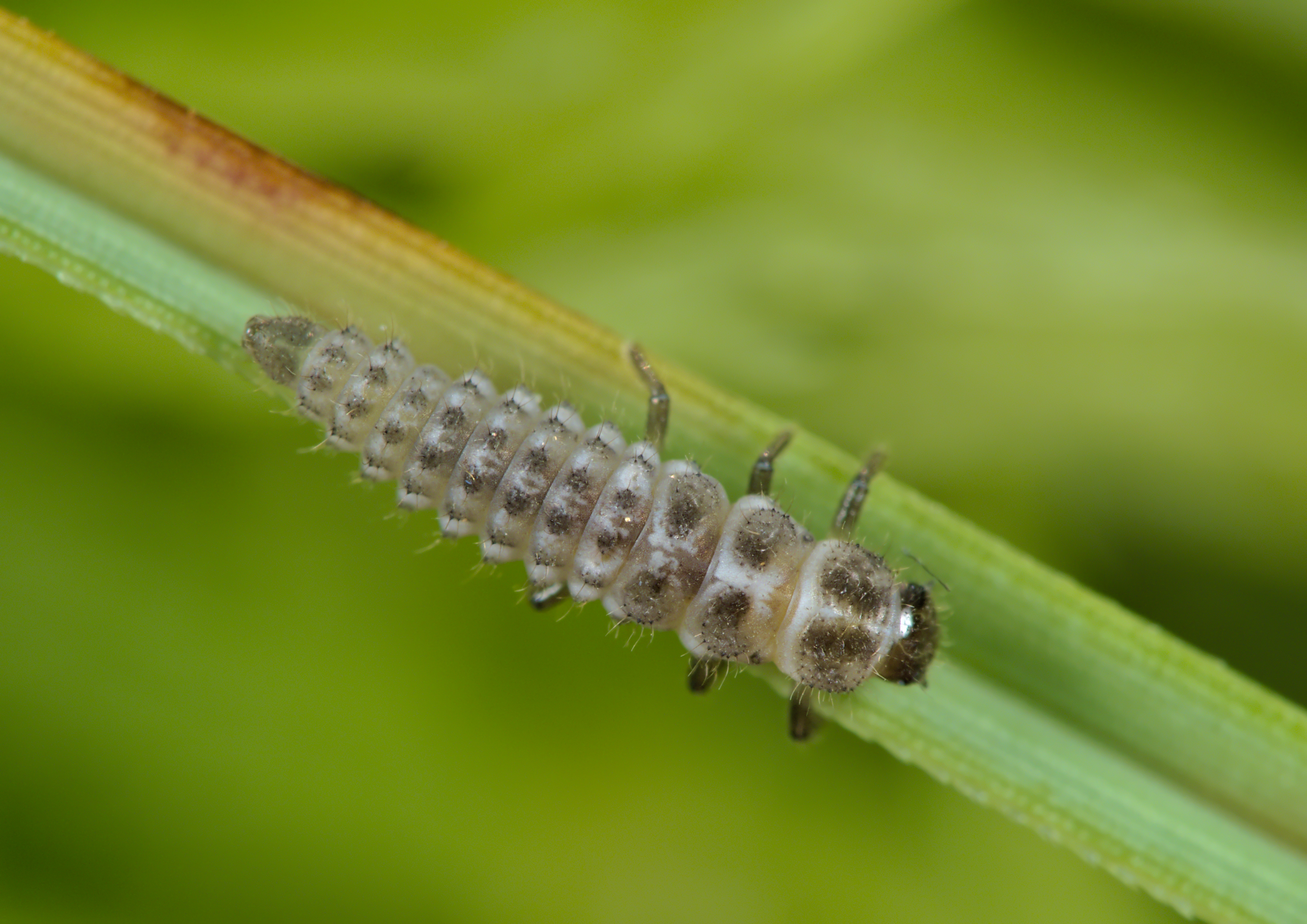
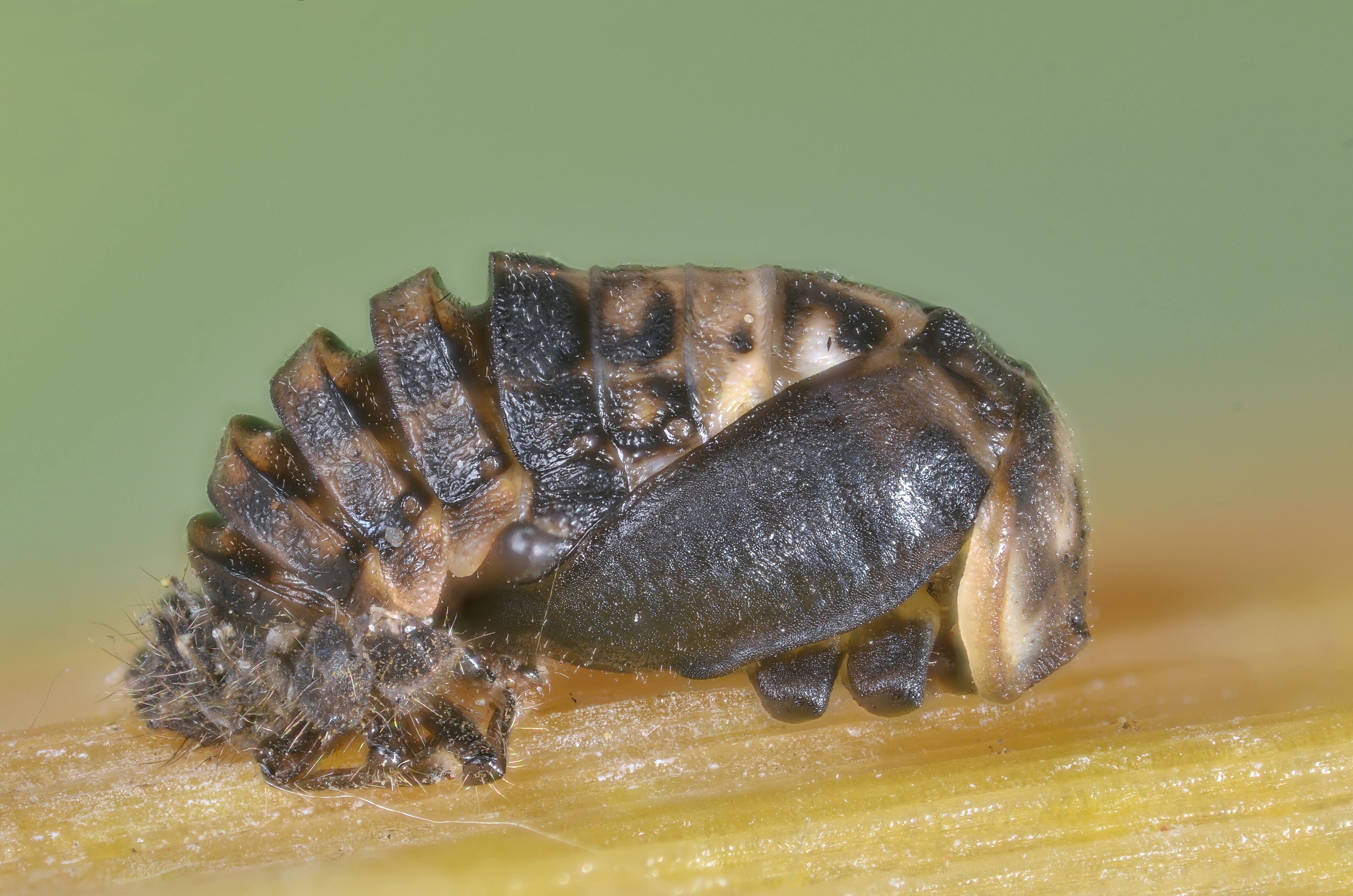

Magyarországon nem védett.